# ドッグトゥース (模様)

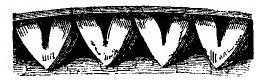
ドッグトゥース装飾

ドッグトゥース（Dog-tooth）は、模様の一種。

## 建築
建築においては、中東から十字軍によってヨーロッパへ導入されたと考えられてきた、12世紀初頭の中世建築作品の繰形に見られる装飾（芸術）である。最古の例は、サーサーン朝ペルシアによって614年モアブでのラバト・アンモーン（現在のヨルダンの首都アンマン）に建設されたホールに見られ、日除けアーケード (建築物)のアーチ造形とそれに沿った路地を装飾していた。模様は、正方形かダイヤ形を形作る4つの花弁で主に構成されていた。その花弁は尖った円錐形の犬歯、糸切り歯や尖頭歯の形状である。
ヴェネツィア近くのムラーノにある教会堂のアプスでも、同様に採用されている。12から13世紀に木彫り彫刻が精微化し、洗練されていない形状は廃れて、最も美しく装飾的な特徴が残った。エルジン大聖堂において飾り迫縁のドッグトゥース装飾は４枚の葉の形となり、そしてケント (イングランド)の石造教会ではもっと華やかに花の形となった。 その用語はdog tooth violet（ユリ目ユリ科カタクリ属の草類）に酷似しているため由来であると考えられるが、元々のアイディアは突き出た歯であるのは十分明らかである。

## 布地
布地では犬歯に似た柄であり、もっとも広く使われる千鳥格子でもある。